# Aleksander Oberc
Aleksander Oberc (ur. 29 marca 1910 w Jaśle, zm. 2 stycznia 1992 we Wrocławiu) – polski ksiądz rzymskokatolicki.

## Życiorys
Szkołę średnią ukończył w Jaśle, następnie odbył studia teologiczne na Uniwersytecie Jana Kazimierza we Lwowie. Święcenia kapłańskie przyjął w 1934. Do 1944 pracował jako wikariusz w różnych parafiach rejonu lwowskiego. W czasie II wojny światowej był kapelanem AK oraz aktywnie pomagał w ukrywaniu i ratowaniu Żydów. 1944 przybył do Jasła, gdzie został na krótko aresztowany przez Gestapo.
Od 1945 pracował w różnych instytucjach kościelnych na Śląsku, najpierw w Bytomiu i we Wrocławiu, a od września tego roku w Opolu, gdzie został dyrektorem miejscowego Caritasu. Funkcję tę pełnił do nacjonalizacji Caritasu w 1950. Następnie do 1956 szykanowany przez władze komunistyczne (m.in. na krótko aresztowany przez UB) często zmieniał miejsce pobytu. Od 1956 na stałe żył i pracował we Wrocławiu. Do 1967 pracował głównie w kurii wrocławskiej, a później do emerytury w 1987 jako proboszcz parafii św. Michała Archanioła na Muchoborze Wielkim. Zmarł 2 stycznia 1992 o godzinie 21:30, w wieku 82 lat. 
Pochowany na wrocławskim cmentarzu św. Wawrzyńca.

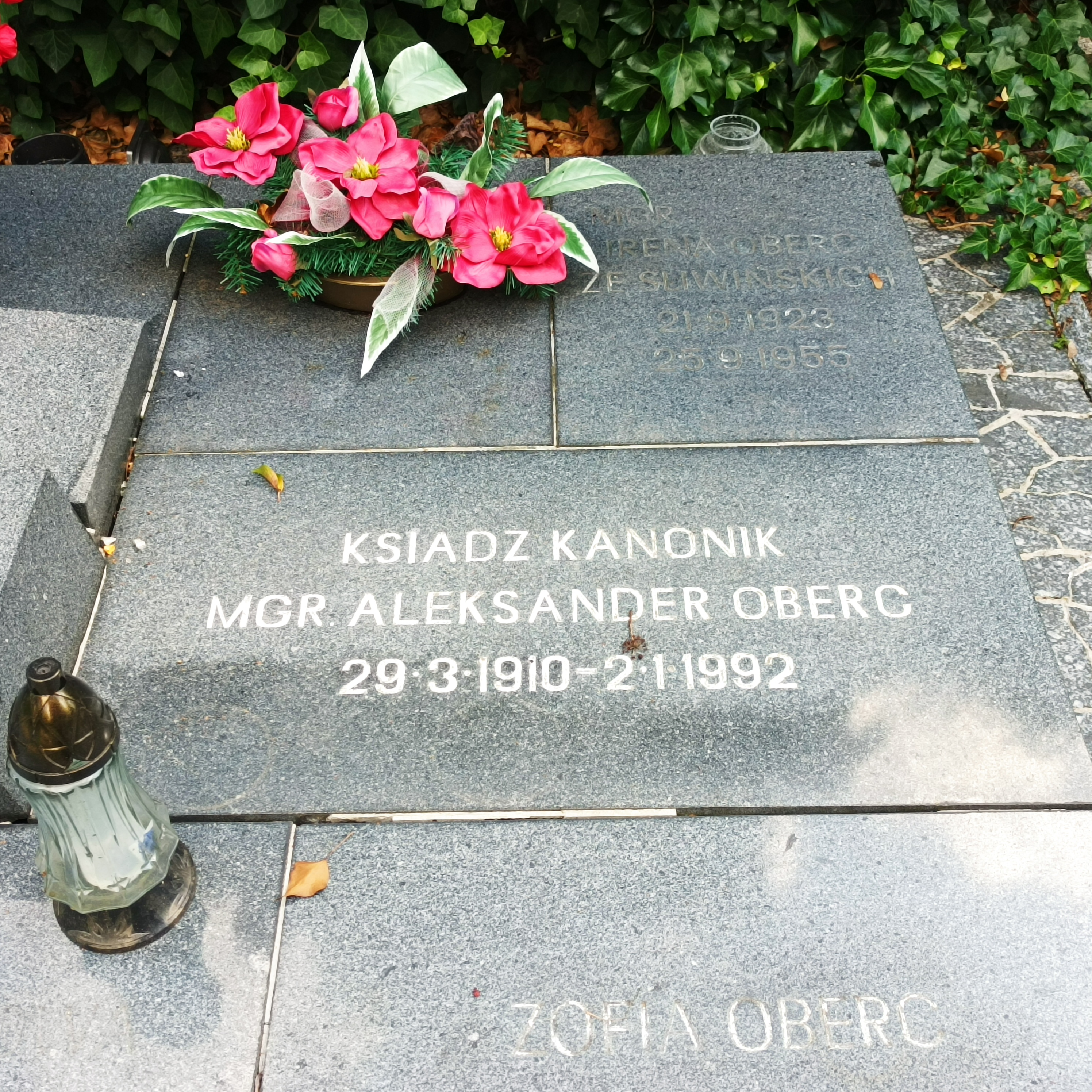
Inskrypcja na grobie ks. Aleksandra Oberca na cmentarzu św. Wawrzyńca we Wrocławiu

Brat dwóch profesorów geologii: Andrzej Oberca i Józefa Oberca. Jego bratankiem był Paweł Oberc, polski geofizyk.